# 사이버샷
사이버샷(영어: Cyber-shot)은 소니가 만든 디지털 카메라 브랜드이다. 사이버샷의 제품 범위는 칼자이스 렌즈 상표인 사유 "인포리튬"(InfoLithium) 배터리 팩, 그리고 전반적인 디자인으로 잘 알려져 있다. 모든 사이버샷 모델은 이름 앞에 DSC가 붙으며, 이는 "디지털 스틸 카메라"(Digital Still Camera)의 준말이다.
모든 사이버샷 카메라는 소니의 사유 메모리 스틱이나 메모리 스틱 프로 듀오 플래시 메모리를 수용한다. 특정 모델들은 콤팩트플래시를 지원하기도 한다. 현재 유통되는 사이버샷 카메라들은 메모리 스틱 듀오, SD, SDHC를 지원한다.
현재의 카메라 계열은 다음을 이룬다:
- T 시리즈 - 고급 기능과 얇은 디자인
- W 시리즈 - 전반적으로 둥근 디지털 카메라
- H 시리즈 - 아마추어 사진작가용
- S 시리즈 - 얼굴 인식과 같은 기본 기능을 제공

소니 에릭슨(현재의 소니 모바일 커뮤니케이션)은 2012년 기준으로 사이버샷이라는 이름의 휴대 전화 계열을 소유하였다.

## 같이 보기
- 소니 알파
- 소니 에릭슨
- 소니 픽처 모션 브라우저